# Fayette (Nowy Jork)
Fayette – town w hrabstwie Seneca, w stanie Nowy Jork, w Stanach Zjednoczonych.
Powierzchnia town wynosi 66,4 mi² (około 172 km²). Według stanu na 2010 rok jego populacja wynosi 3929 osób, a ilość gospodarstw domowych: 1884. W 2000 roku zamieszkiwało je 3643 osób, a w 1990 mieszkańców było 3636.
W granicach town leży część village Waterloo.